# Список бригинженеров РККА, ВМФ и НКВД СССР (1935—1943)
Список начальствующего военно-технического состава Рабоче-Крестьянской Красной Армии, береговой службы и авиации Военно-морского флота СССР войск НКВД содержит фамилии получивших звания бригинженер, дивинженер, коринженер в период с 1935 по 1943 год и присвоенные им после 1943 года звания.
| Список начальствующего военно-технического состава РККА, ВМФ и НКВД СССР 1935—1943 г. | Список начальствующего военно-технического состава РККА, ВМФ и НКВД СССР 1935—1943 г. | Список начальствующего военно-технического состава РККА, ВМФ и НКВД СССР 1935—1943 г. | Список начальствующего военно-технического состава РККА, ВМФ и НКВД СССР 1935—1943 г. | Список начальствующего военно-технического состава РККА, ВМФ и НКВД СССР 1935—1943 г. | Список начальствующего военно-технического состава РККА, ВМФ и НКВД СССР 1935—1943 г. | Список начальствующего военно-технического состава РККА, ВМФ и НКВД СССР 1935—1943 г.                                             |   |
| ------------------------------------------------------------------------------------- | ------------------------------------------------------------------------------------- | ------------------------------------------------------------------------------------- | ------------------------------------------------------------------------------------- | ------------------------------------------------------------------------------------- | ------------------------------------------------------------------------------------- | --- | - |
|                                                                                       |                                                                                       |                                                                                       |                                                                                       |                                                                                       |                                                                                       | |   |
| Фамилия имя отчество (годы жизни)                                                     | Бригинженер                                                                           | Дивинженер                                                                            | Коринженер                                                                            | Инженер-полковник                                                                     | Генерал-майор (с указанием рода войск или службы)                                     | Генерал-лейтенант (с указанием рода войск или службы)                                                                             |   |
| Абузин Николай Николаевич (1893—1957)                                                 | 19.02.1940                                                                            | —                                                                                     | —                                                                                     | —                                                                                     | 17.10.1942 инженерно-авиационной службы                                               | — |   |
| Агеев Александр Владимирович (1900—1990)                                              | ?                                                                                     | —                                                                                     | —                                                                                     | —                                                                                     | 03.06.1942 инженерно-авиационной службы                                               | 19.08.1944 инженерно-авиационной службы                                                                                           |   |
| Аксенов Алексей Михайлович (1898—1938)                                                | —                                                                                     | 23.11.1935                                                                            | —                                                                                     | —                                                                                     | —                                                                                     | — |   |
| Александров Дмитрий Константинович (1878—1947)                                        | 20.09.1940                                                                            | —                                                                                     | —                                                                                     | ?                                                                                     | 01.03.1945 инженерно-авиационной службы                                               | — |   |
| Александров Валентин Викторович (1895—1975)                                           | 13.12.1935                                                                            | —                                                                                     | —                                                                                     | ?                                                                                     | —                                                                                     | — |   |
| Александров Евгений Владимирович (1888—1953)                                          | 17.02.1936                                                                            | —                                                                                     | —                                                                                     | —                                                                                     | 27.01.1943 инженерных войск                                                           | — |   |
| Алексапольский Николай Михайлович (1887—1955)                                         | 17.02.1936                                                                            | —                                                                                     | —                                                                                     | —                                                                                     | —                                                                                     | — |   |
| Алексеев Василий Алексеевич (1891—1950)                                               | 26.04.1940                                                                            | —                                                                                     | —                                                                                     | —                                                                                     | 17.11.1942 инженерно-артиллерийской службы                                            | — |   |
| Аллилуев Павел Сергеевич (1894—1938)                                                  | 28.11.1935                                                                            | 22.02.1938                                                                            | —                                                                                     | —                                                                                     | —                                                                                     | — |   |
| Аммосов Глеб Борисович (1885—1952)                                                    | 30.11.1940                                                                            | —                                                                                     | —                                                                                     | ?                                                                                     | —                                                                                     | — |   |
| Андреев Евгений Сергеевич (1894—1969)                                                 | —                                                                                     | 13.12.1935                                                                            | —                                                                                     | —                                                                                     | 10.11.1942 инженерно-авиационной службы                                               | — |   |
| Андреев Константин Авдеевич (1894—1942)                                               | 19.02.1940                                                                            | —                                                                                     | —                                                                                     | —                                                                                     | —                                                                                     | — |   |
| Андреев Николай Николаевич (1896—1951)                                                | 20.02.1938 (22.02.1938)                                                               | —                                                                                     | —                                                                                     | —                                                                                     | —                                                                                     | — |   |
| Антулаев Евгений Владимирович (1877—1942)                                             | 17.02.1936                                                                            | —                                                                                     | —                                                                                     | —                                                                                     | —                                                                                     | — |   |
| Апышков Владимир Петрович (1871—1939)                                                 | Бригинженер в отставке 17.02.1936                                                     | —                                                                                     | —                                                                                     | —                                                                                     | —                                                                                     | — |   |
| Аргентов Александр Александрович (1895—1974)                                          | 04.12.1935                                                                            | —                                                                                     | —                                                                                     | ?                                                                                     | —                                                                                     | — |   |
| Аржанов Михаил Михайлович (1873—1938)                                                 | —                                                                                     | Дивинженер запаса 13.04.1937                                                          | —                                                                                     | —                                                                                     | —                                                                                     | — |   |
| Асланов Семен Иванович (1885—1938)                                                    | 05.02.19136                                                                           | —                                                                                     | —                                                                                     | —                                                                                     | —                                                                                     | — |   |
| Аузан Адольф Карлович (1898—1944)                                                     | 14.03.1936                                                                            | —                                                                                     | —                                                                                     | —                                                                                     | —                                                                                     | — |   |
| Афонин Семен Анисимович (1900—1944)                                                   | ?                                                                                     | —                                                                                     | —                                                                                     | —                                                                                     | 21.08.1943 инженерно-танковой службы                                                  | — |   |
| Ахутин Александр Никифорович (1892—1960)                                              | 16.08.1938                                                                            | —                                                                                     | —                                                                                     | ?                                                                                     | —                                                                                     | — |   |
| Бадюлин Федор Сергеевич (1898—1968)                                                   | ?                                                                                     | —                                                                                     | —                                                                                     | —                                                                                     | 17.01.1944 технических войск                                                          | — |   |
| Бакин Василий Степанович (1900—1976)                                                  | 17.03.1936                                                                            | —                                                                                     | —                                                                                     | —                                                                                     | 17.10.1942 инженерно-авиационной службы                                               | — |   |
| Бандин Александр Павлович (1895—1938)                                                 | —                                                                                     | 26.11.1935                                                                            | —                                                                                     | —                                                                                     | —                                                                                     | — |   |
| Бари Эдуард Адольфович (1885—1947)                                                    | 21.04.1940                                                                            | —                                                                                     | —                                                                                     | ?                                                                                     | —                                                                                     | — |   |
| Бармин Иван Александрович (1874—1938)                                                 | 17.02.1936                                                                            | —                                                                                     | —                                                                                     | —                                                                                     | —                                                                                     | — |   |
| Беднягин Александр Иванович (1885—?)                                                  | Бригинженер запаса?                                                                   | —                                                                                     | —                                                                                     | ?                                                                                     | —                                                                                     | — |   |
| Белинский Иван Осипович (1876—1976)                                                   | 22.01.1938                                                                            | —                                                                                     | —                                                                                     | —                                                                                     | 28.04.1943 инженерно-технической службы                                               | — |   |
| Белов Василий Михайлович (1900—1975)                                                  | 02.04.1940                                                                            | —                                                                                     | —                                                                                     | —                                                                                     | —                                                                                     | — |   |
| Белов Федор Иванович (1895—1979)                                                      | 02.04.1940 (25.04.1940)                                                               | —                                                                                     | —                                                                                     | —                                                                                     | 17.11.1943 инженерно-технической службы                                               | — |   |
| Белоусов Василий Федорович (1898—1962)                                                | 16.08.1938                                                                            | —                                                                                     | —                                                                                     | —                                                                                     | 04.06.1940 интендантской службы                                                       | 11.05.1944 интендантской службы                                                                                                   |   |
| Беляков Александр Васильевич (1897—1982)                                              | 27.07.1937(с 22.02.1938 комбриг)                                                      | —                                                                                     | —                                                                                     | —                                                                                     | 04.06.1940 авиации                                                                    | 25.03.1943 авиации |   |
| Беркалов Евгений Александрович (1878—1952)                                            | —                                                                                     | 23.11.1935                                                                            | —                                                                                     | —                                                                                     | 01.07.1943 инженерно-артиллерийской службы                                            | — |   |
| Бибиков Яков Львович (1902—1976)                                                      | 30.04.1941                                                                            | —                                                                                     | —                                                                                     | —                                                                                     | 03.06.1942 инженерно-авиационной службы                                               | 04.02.1944 инженерно-авационной службы                                                                                            |   |
| Благонравов Анатолий Аркадьевич (1894—1975)                                           | 13.02.1936                                                                            | 16.08.1938                                                                            | —                                                                                     | —                                                                                     | 04.06.1940 артиллерии                                                                 | 24.12.1943 артиллерии |   |
| Блинов Александр Дмитриевич (1873—1961)                                               | —                                                                                     | 22.02.1938                                                                            | —                                                                                     | —                                                                                     | 27.01.1943 инженерно-артиллерийской службы                                            | — |   |
| Богомолов Степан Александрович (1876—1965)                                            | 01.02.1936                                                                            | 02.04.1940                                                                            | —                                                                                     | —                                                                                     | 31.03.1943 инженерно-технической службы                                               | — |   |
| Болховитинов Виктор Федорович (1899—1970)                                             | 29.02.1940                                                                            | —                                                                                     | —                                                                                     | —                                                                                     | 10.11.1942 инженерно-авиационной службы                                               | — |   |
| Бордовский Стефан Васильевич (1894—1938)                                              | —                                                                                     | 20.11.1935                                                                            | —                                                                                     | —                                                                                     | —                                                                                     | — |   |
| Бруевич Николай Григорьевич (1896—1987)                                               | 13.12.1935                                                                            | 02.04.1940                                                                            | —                                                                                     | —                                                                                     | 17.10.1942 инженерно-авиационной службы                                               | 26.10.1944 инженерно-авиационной службы                                                                                           |   |
| Бураков Иван Владимирович (1894—1963)                                                 | 02.04.1940                                                                            | —                                                                                     | —                                                                                     | —                                                                                     | 07.02.1943 инженерно-танковой службы                                                  | — |   |
| Бухарев Федор Георгиевич (1901—1959)                                                  | ?                                                                                     | —                                                                                     | —                                                                                     | ?                                                                                     | —                                                                                     | — |   |
| Бушмелев Матвей Владимирович (1904—?)                                                 | 11.09.1940                                                                            | —                                                                                     | —                                                                                     | —                                                                                     | —                                                                                     | — |   |
| Быков Алексей Осипович (1895—1977)                                                    | 02.04.1940 (25.04.1940)                                                               | —                                                                                     | —                                                                                     | ?                                                                                     | —                                                                                     | — |   |
| Вартанян Артак Арменакович (1896—1993)                                                | 28.11.1939                                                                            | —                                                                                     | —                                                                                     | —                                                                                     | 22.02.1944                                                                            | 31.05.1954 |   |
| Васильев Борис Дмитриевич (1890—1963)                                                 | 21.04.1940                                                                            | —                                                                                     | —                                                                                     | —                                                                                     | 25.09.1944 инженерных войск                                                           | — |   |
| Васильев Михаил Федорович (1891—1954)                                                 | 13.02.1936                                                                            | 16.08.1938                                                                            | —                                                                                     | —                                                                                     | 04.06.1940 артиллерии                                                                 | 24.12.1943 артиллерии |   |
| Васильев Николай Григорьевич (1895—1971)                                              | 16.08.1938                                                                            | —                                                                                     | —                                                                                     | ?                                                                                     | —                                                                                     | — |   |
| Васильев Петр Михайлович (1899—1970)                                                  | 26.11.1935 (с 29.11.1939 комбриг)                                                     | —                                                                                     | —                                                                                     | —                                                                                     | 04.06.1940 инженерных войск                                                           | 02.11.1944 инженерных войск |   |
| Вейнтрауб Борис Николаевич (1894—1946)                                                | 20.02.1938 (22.02.1938)                                                               | —                                                                                     | —                                                                                     | ?                                                                                     | —                                                                                     | — |   |
| Вентцель Дмитрий Александрович (1989—1955)                                            | 13.12.1935                                                                            | —                                                                                     | —                                                                                     | —                                                                                     | 17.03.1943 инженерно-артиллерийской службы                                            | — |   |
| Верховский Борис Георгиевич (?)                                                       | 22.04.1937                                                                            | —                                                                                     | —                                                                                     | —                                                                                     | —                                                                                     | — |   |
| Вершинин Борис Георгиевич (1899—1953)                                                 | 22.04.1937 (с 28.10.1937 комбриг)                                                     | с 21.03.1940 комдив                                                                   | —                                                                                     | —                                                                                     | 04.06.1940 танковых войск                                                             | 07.12.1942 танковых войск |   |
| Весник Яков Ильич (1894—1937)                                                         | Бригинженер запаса 13.04.1937                                                         | —                                                                                     | —                                                                                     | —                                                                                     | —                                                                                     | — |   |
| Винокуров Александр Владимирович (1903—1988)                                          | 25.04.1940                                                                            | —                                                                                     | —                                                                                     | —                                                                                     | 03.06.1942 инженерно-авиационной службы                                               | 19.08.1944 инженерно-авиационной службы                                                                                           |   |
| Власов Владимир Федорович (1896—1955)                                                 | 02.04.1940                                                                            | —                                                                                     | —                                                                                     | —                                                                                     | 31.03.1943 инженерно-технической службы                                               | — |   |
| Вознесенский Сергей Александрович (1892—1958)                                         | 16.08.1938                                                                            | —                                                                                     | —                                                                                     | ?                                                                                     | —                                                                                     | — |   |
| Войтенков Михаил Константинович (1900—1940)                                           | 23.12.1935 (с 08.03.1938 комбриг)                                                     | —                                                                                     | —                                                                                     | —                                                                                     | —                                                                                     | — |   |
| Волков Владимир Иванович (1900—1988)                                                  | 29.02.1940                                                                            | —                                                                                     | —                                                                                     | —                                                                                     | 03.06.1942 инженерно-авиационной службы                                               | 11.05.1949 инженерно-авиационной службы (с 18.02.1958 генерал-полковник инженерно-технической службы)                             |   |
| Волков Георгий Ксенофонтович (1899—1969)                                              | 10.10.1940                                                                            | —                                                                                     | —                                                                                     | —                                                                                     | 03.06.1942 инженерно-авиационной службы                                               | 19.08.1944 инженерно-авиационной службы                                                                                           |   |
| Воробьев Борис Евдокимович (1887—1942)                                                | Бригинженер запаса?                                                                   | —                                                                                     | —                                                                                     | —                                                                                     | —                                                                                     | — |   |
| Востоков Константин Порфирьевич (1897—1972)                                           | ?                                                                                     | —                                                                                     | —                                                                                     | ?                                                                                     | 18.02.1958 технических войск                                                          | — |   |
| Врублевский Николай Иванович (1892—1962)                                              | 02.04.1940                                                                            | —                                                                                     | —                                                                                     | Полковник интендантской службы?                                                       | —                                                                                     | — |   |
| Высотский Георгий Николаевич (1894—1970)                                              | 02.04.1940                                                                            | —                                                                                     | —                                                                                     | —                                                                                     | 31.03.1943 инженерно-технической службы                                               | 09.05.1961 инженерно-технической службы                                                                                           |   |
| Галеркин Борис Григорьевич (1871—1945)                                                | —                                                                                     | —                                                                                     | 21.04.1940                                                                            | —                                                                                     | —                                                                                     | 13.12.1942 инженер-генерал-майор                                                                                                  |   |
| Гевелинг Николай Владимирович (1897—1946)                                             | 13.12.1935                                                                            | —                                                                                     | —                                                                                     | —                                                                                     | 17.10.1942 инженерно-авиационной службы                                               | — |   |
| Гельвих Петр Августович (1873—1958)                                                   | —                                                                                     | 13.02.1936                                                                            | —                                                                                     | —                                                                                     | 04.06.1940 артиллерии                                                                 | — |   |
| Гениев Николай Николаевич (1885—1955)                                                 | —                                                                                     | 16.08.1938                                                                            | —                                                                                     | —                                                                                     | 28.04.1943 инженерно-технической службы                                               | — |   |
| Герасимов Федор Яковлевич (1897—1994)                                                 | 09.05.1941                                                                            | —                                                                                     | —                                                                                     | —                                                                                     | 21.05.1942 технических войск                                                          | — |   |
| Говядкин Василий Михайлович (1896—1959)                                               | 29.11.1939                                                                            | —                                                                                     | —                                                                                     | —                                                                                     | 04.06.1940 войск связи                                                                | — |   |
| Головин Алексей Федорович (1893—1978)                                                 | 26.04.1940                                                                            | —                                                                                     | —                                                                                     | —                                                                                     | 17.11.1942 инженерно-артиллерийской службы                                            | — |   |
| Головин Николай Яковлевич (1899—1967)                                                 | 22.02.1938                                                                            | —                                                                                     | —                                                                                     | —                                                                                     | 17.11.1942 инженерно-артиллерийской службы                                            | — |   |
| Голубев Владимир Васильевич (1884—1954)                                               | 02.08.1939                                                                            | —                                                                                     | —                                                                                     | —                                                                                     | 26.10.1944 инженерно-авиационной службы                                               | — |   |
| Горохов Алексей Федорович (1892—1963)                                                 | 13.02.1936                                                                            | —                                                                                     | —                                                                                     | —                                                                                     | 04.06.1940 артиллерии                                                                 | 28.09.1943 артиллерии (с 31.05.1944 генерал-полковник артиллерии)                                                                 |   |
| Горощенко Борис Тимофеевич (1896—1974)                                                | 05.03.1940                                                                            | —                                                                                     | —                                                                                     | —                                                                                     | 03.02.1943 инженерно-авиационной службы                                               | — |   |
| Гориккер Михаил Львович (1895—1955)                                                   | 26.11.1935                                                                            | —                                                                                     | —                                                                                     | —                                                                                     | 04.06.1940 технических войск                                                          | — |   |
| Горшков Николай Петрович (1899—1958)                                                  | ?                                                                                     | —                                                                                     | —                                                                                     | —                                                                                     | 30.04.1943 инженерно-авиационной службы                                               | — |   |
| Граве Иван Платонович (1874 —1960)                                                    | —                                                                                     | 13.02.1936                                                                            | —                                                                                     | —                                                                                     | 17.11.1942 инженерно-артиллерийской службы                                            | — |   |
| Граур Алексей Васильевич (1893—1946)                                                  | ?                                                                                     | —                                                                                     | —                                                                                     | —                                                                                     | 02.11.1944 инженерно-артиллерийской службы                                            | — |   |
| Гребенев Алексей Иванович (1898—1960)                                                 | 25.04.1939                                                                            | —                                                                                     | —                                                                                     | —                                                                                     | 03.02.1943 инженерно-авиационной службы                                               | 01.03.1946 инженерно-авиационной службы                                                                                           |   |
| Груздуп Альфред Христофорович (1896—1938)                                             | 26.11.1935                                                                            | —                                                                                     | —                                                                                     | —                                                                                     | —                                                                                     | — |   |
| Гурвич Александр Иосифович (1898—1938)                                                | 25.02.1936                                                                            | —                                                                                     | —                                                                                     | —                                                                                     | —                                                                                     | — |   |
| Гуревич Михаил Васильевич (1900—1956)                                                 | 20.09.1940                                                                            | —                                                                                     | —                                                                                     | —                                                                                     | 03.02.1943 инженерно-авиационной службы                                               | 19.08.1944 инженерно-авиационной службы                                                                                           |   |
| Гусев Анатолий Васильевич (1878—1945)                                                 | 17.02.1936                                                                            | —                                                                                     | —                                                                                     | —                                                                                     | —                                                                                     | — |   |
| Гусев Сергей Васильевич (1894—?)                                                      | 02.04.1940                                                                            | —                                                                                     | —                                                                                     | —                                                                                     | Генерал-директор движения 2 ранга                                                     | — |   |
| Давидович Самуил Давидович (1898—1988)                                                | 20.02.1938 (22.02.1938)                                                               | —                                                                                     | —                                                                                     | —                                                                                     | 07.02.1943 инженерно-танковой службы                                                  | — |   |
| Давыдов Сергей Сергеевич (1902—1991)                                                  | 16.08.1938                                                                            | —                                                                                     | —                                                                                     | ?                                                                                     | —                                                                                     | — |   |
| Данилов Александр Павлович (1891—1982)                                                | 02.04.1940                                                                            | —                                                                                     | —                                                                                     | ?                                                                                     | —                                                                                     | — |   |
| Данченко Михаил Васильевич (1897—1956)                                                | 17.02.1938                                                                            | —                                                                                     | —                                                                                     | —                                                                                     | 03.05.1942 технчиеских войск                                                          | 22.02.1944 технических войск |   |
| Демьяновский Владимир Владимирович (1897—1939)                                        | 02.12.1935                                                                            | —                                                                                     | —                                                                                     | —                                                                                     | —                                                                                     | — |   |
| Дмитриев Владимир Иванович (1896—1979)                                                | 26.04.1941                                                                            | —                                                                                     | —                                                                                     | —                                                                                     | 22.02.1943 технических войск                                                          | 20.04.1945 технических войск (с 08.08.1955 генерал-полковник технических войск)                                                   |   |
| Дмоховский Владислав Карлович (1877—1952)                                             | 26.04.1940                                                                            | —                                                                                     | —                                                                                     | —                                                                                     | 01.09.1943 инженерно-технической службы                                               | — |   |
| Добросмыслов Антоний Александрович (1894—1980)                                        | ?                                                                                     | —                                                                                     | —                                                                                     | ?                                                                                     | —                                                                                     | — |   |
| Добряков Алексей Васильевич (1895—1947)                                               | 16.08.1938                                                                            | —                                                                                     | —                                                                                     | —                                                                                     | 17.01.1942 технических войск                                                          | 11.07.1945 технических войск |   |
| Дремов Федор Иванович (1898—1940)                                                     | 03.11.1939                                                                            | —                                                                                     | —                                                                                     | —                                                                                     | —                                                                                     | — |   |
| Дроздов Николай Федорович (1862—1953)                                                 | —                                                                                     | 13.02.1936                                                                            | —                                                                                     | —                                                                                     | —                                                                                     | 04.06.1940 артиллерии (с 18.11.1944 генерал-полковник артиллерии)                                                                 |   |
| Дубенский Петр Сергеевич (1887—1938)                                                  | 26.11.1935                                                                            | —                                                                                     | —                                                                                     | —                                                                                     | —                                                                                     | — |   |
| Дубинин Михаил Михайлович (1901—1993)                                                 | 16.08.1938                                                                            | —                                                                                     | —                                                                                     | —                                                                                     | 18.05.1943 инженерно-технической службы                                               | — |   |
| Дубровин Николай Павлович (1903—1997)                                                 | ?                                                                                     | —                                                                                     | —                                                                                     | —                                                                                     | 17.06.1942 интендантской службы (с 31.03.1944 инженер-контр-адмирал)                  | — |   |
| Дубяга Константин Михайлович (1877—1945)                                              | —                                                                                     | 16.08.1938                                                                            | —                                                                                     | —                                                                                     | 28.04.1943 инженерно-технической службы                                               | — |   |
| Дьяконов Александр Иванович (1898—1972)                                               | 23.12.1935                                                                            | —                                                                                     | —                                                                                     | —                                                                                     | 31.03.1943 войск связи                                                                | — |   |
| Ефремов Владимир Валентинович (1897—1972)                                             | 27.01.1941                                                                            | —                                                                                     | —                                                                                     | —                                                                                     | 07.02.1943 инженерно-танковой службы                                                  | — |   |
| Жданов-Шилкин Капитон Александрович (1893—1975)                                       | 02.04.1940                                                                            | —                                                                                     | —                                                                                     | —                                                                                     | 20.12.1943 инженерно-технической службы                                               | — |   |
| Железняков Яков Моисеевич (1897—1937)                                                 | 23.11.1935                                                                            | —                                                                                     | —                                                                                     | —                                                                                     | —                                                                                     | — |   |
| Жемочкин Борис Николаевич (1887—1971)                                                 | 16.08.1938                                                                            | —                                                                                     | —                                                                                     | —                                                                                     | 28.04.1943 инженерно-технической службы                                               | — |   |
| Жемчужин Николай Алексеевич (1896—1972)                                               | 05.02.1939                                                                            | —                                                                                     | —                                                                                     | —                                                                                     | 23.10.1943 инженерно-авиационной службы                                               | — |   |
| Жук Сергей Яковлевич (1892—1957)                                                      | —                                                                                     | 28.08.1936 (с 11.09.1940 старший майор государственной безопасности)                  | —                                                                                     | —                                                                                     | 22.02.1943 инженерно-технической службы                                               | — |   |
| Жуков Борис Федорович (1895—1985)                                                     | ?                                                                                     | —                                                                                     | —                                                                                     | ?                                                                                     | —                                                                                     | — |   |
| Жуков Леонид Исаакович (1897—1972)                                                    | 02.12.1935                                                                            | —                                                                                     | —                                                                                     | 07.02.1943                                                                            | —                                                                                     | — |   |
| Жуковский Иван Петрович (1897—1937)                                                   | 02.12.1935                                                                            | —                                                                                     | —                                                                                     | —                                                                                     | —                                                                                     | — |   |
| Жуковский Николай Иванович (1877—1965)                                                | 28.11.1935                                                                            | 24.101.1937                                                                           | —                                                                                     | —                                                                                     | —                                                                                     | — |   |
| Завацкий Сергей Владимирович (1884—1958)                                              | 02.04.1940 (26.04.1940)                                                               | —                                                                                     | —                                                                                     | —                                                                                     | 31.03.1943 инженерно-технической службы                                               | — |   |
| Заикин Александр Евгеньевич (1898—1969)                                               | ?                                                                                     | —                                                                                     | —                                                                                     | ?                                                                                     | 26.10.1944 инженерно-авиационной службы                                               | — |   |
| Зайцев Самуил Александрович (1885—1949)                                               | 16.01.1940                                                                            | —                                                                                     | —                                                                                     | 23.03.1943                                                                            | —                                                                                     | — |   |
| Залесский Николай Петрович (1876—1945)                                                | 16.08.1938                                                                            | —                                                                                     | —                                                                                     | —                                                                                     | 28.04.1943 инженерно-технической службы                                               | — |   |
| Залесский Павел Яковлевич (1902—1970)                                                 | 25.04.1940                                                                            | —                                                                                     | —                                                                                     | —                                                                                     | 30.04.1943 инженерно-авиационной службы                                               | — |   |
| Звонков Василий Васильевич (1890—1965)                                                | 02.04.1940                                                                            | —                                                                                     | —                                                                                     | ?                                                                                     | 22.05.1948 генерал-директор речного флота 2 ранга                                     | — |   |
| Земблинов Сергей Владимирович (1893—1976)                                             | 02.04.1940                                                                            | —                                                                                     | —                                                                                     | ?                                                                                     | 29.07.1945 генерал-директор движения 2 ранга                                          | 28.07.1953 генерал-директор движения 1 ранга                                                                                      |   |
| Земляков Михаил Иванович (1895—1957)                                                  | 27.01.1941                                                                            | —                                                                                     | —                                                                                     | —                                                                                     | 07.02.1943 инженерно-танковой службы                                                  | — |   |
| Земский Борис Михайлович (1891—1941)                                                  | 13.12.1935                                                                            | —                                                                                     | —                                                                                     | —                                                                                     | —                                                                                     | — |   |
| Зылев Яков Петрович (1892—1952)                                                       | 29.10.1939                                                                            | —                                                                                     | —                                                                                     | Полковник интендантской службы ?                                                      | —                                                                                     | — |   |
| Иванов Николай Михайлович (1891—?)                                                    | 25.04.1940                                                                            | —                                                                                     | —                                                                                     | ?                                                                                     | —                                                                                     | — |   |
| Иванов Петр Иванович (1895—1974)                                                      | ?                                                                                     | —                                                                                     | —                                                                                     | —                                                                                     | 17.01.1944 технических войск                                                          | — |   |
| Игрицкий Иван Борисович (1899—1963)                                                   | ?                                                                                     | —                                                                                     | —                                                                                     | ?                                                                                     | 01.07.1945 технических войск                                                          | — |   |
| Изгарышев Николай Алексеевич (1884—1956)                                              | ?                                                                                     | —                                                                                     | —                                                                                     | ?                                                                                     | —                                                                                     | — |   |
| Ильюшин Сергей Владимирович (1894—1976)                                               | 27.07.1937                                                                            | —                                                                                     | —                                                                                     | —                                                                                     | 10.11.1942 инженерно-авиационной службы                                               | 01.07.1944 инженерно-авиационной службы (с 25.10.1967 генерал-полковник инженерно-технической службы)                             |   |
| Ильясевич Степан Александрович (1896—1976)                                            | 26.04.1940                                                                            | —                                                                                     | —                                                                                     | —                                                                                     | 28.04.1943 инженерно-технической службы                                               | — |   |
| Иоффе Зелик Аронович (1903—1980)                                                      | ?                                                                                     | —                                                                                     | —                                                                                     | —                                                                                     | 17.03.1943 инженерно-авиационной службы                                               | 01.03.1946 инженерно-авиационной службы                                                                                           |   |
| Исаков Константин Васильевич (1893—1972)                                              | 02.12.1935                                                                            | —                                                                                     | —                                                                                     | 1955 в отставке                                                                       | —                                                                                     | — |   |
| Иудин Сергей Дмитриевич (1899—1938)                                                   | 20.11.1935                                                                            | —                                                                                     | —                                                                                     | —                                                                                     | —                                                                                     | — |   |
| Казанский Дмитрий Николаевич (1899—1982)                                              | ?                                                                                     | —                                                                                     | —                                                                                     | ?                                                                                     | 18.11.1971 генерал-майор-инженер                                                      | — |   |
| Кандыба Николай Андреевич (1895—1972)                                                 | 07.10.1939                                                                            | —                                                                                     | —                                                                                     | ?                                                                                     | —                                                                                     | — |   |
| Карандин Анатолий Петрович (1887—1946)                                                | ?                                                                                     | —                                                                                     | —                                                                                     | —                                                                                     | 31.03.1943 инженерно-технической службы                                               | — |   |
| Карбышев Дмитрий Михайлович (1880—1945)                                               | —                                                                                     | 05.12.1935 (с 22.02.1938 комдив)                                                      | —                                                                                     | —                                                                                     | —                                                                                     | 04.06.1940 инженерных войск |   |
| Карлсен Генрих Георгиевич (1894—1984)                                                 | 26.04.1940                                                                            | —                                                                                     | —                                                                                     | ?                                                                                     | —                                                                                     | — |   |
| Карпов Виктор Павлович (1893—1954)                                                    | 16.08.1938                                                                            | —                                                                                     | —                                                                                     | —                                                                                     | 27.01.1943 инженерных войск                                                           | — |   |
| Карташов Андрей Александрович (1890—1972)                                             | 26.04.1940                                                                            | —                                                                                     | —                                                                                     | —                                                                                     | 28.04.1943 инженерно-технической службы                                               | — |   |
| Касперович Николай Станиславович (1889—1975)                                          | 16.08.1938                                                                            | —                                                                                     | —                                                                                     | —                                                                                     | 28.04.1943 инженерно-технической службы                                               | — |   |
| Кац Арон Давидович (1901—1971)                                                        | 27.01.1941                                                                            | —                                                                                     | —                                                                                     | —                                                                                     | 27.01.1943 инженерно-танковой службы                                                  | — |   |
| Каюков Матвей Максимович (1892—1941)                                                  | 24.10.1937                                                                            | 16.08.1938                                                                            | —                                                                                     | —                                                                                     | 04.06.1940 технических войск                                                          | — |   |
| Келдыш Всеволод Михайлович (1878—1965)                                                | —                                                                                     | 26.04.1940                                                                            | —                                                                                     | —                                                                                     | 28.04.1943 инженерно-технической службы                                               | — |   |
| Ковалев Иван Павлович (?)                                                             | 20.02.1940                                                                            | —                                                                                     | —                                                                                     | —                                                                                     | —                                                                                     | — |   |
| Коваленков Валентин Иванович (1884—1960)                                              | 01.02.1936                                                                            | 26.04.1940                                                                            | —                                                                                     | —                                                                                     | 31.03.1943 инженерно-технической службы                                               | — |   |
| Кожевников Михаил Алексеевич (?—1942)                                                 | ?                                                                                     | —                                                                                     | —                                                                                     | —                                                                                     | —                                                                                     | — |   |
| Козлов Василий Поликарпович (1894—1946)                                               | 01.04.1940                                                                            | —                                                                                     | —                                                                                     | —                                                                                     | 22.02.1943 технических войск                                                          | — |   |
| Козлов Сергей Григорьевич (1894—1963)                                                 | 13.12.1935                                                                            | —                                                                                     | —                                                                                     | —                                                                                     | 17.10.1942 инженерно-авиационной службы                                               | — |   |
| Козловский Давид Евстафьевич (1870—1949)                                              | 01.02.1936                                                                            | 16.08.1938                                                                            | —                                                                                     | —                                                                                     | 04.06.1940 артиллерии                                                                 | — |   |
| Кокадеев Александр Николаевич (1897—1938)                                             | 02.12.1935                                                                            | —                                                                                     | —                                                                                     | —                                                                                     | —                                                                                     | — |   |
| Комаров Григорий Павлович (1907—2003)                                                 | 16.12.1940                                                                            | —                                                                                     | —                                                                                     | ?                                                                                     | 05.11.1940 инженер-генерал-майор                                                      | 27.01.1951 инженер-генерал-лейтенант                                                                                              |   |
| Комаровский Александр Николаевич (1906—1973)                                          | ?                                                                                     | —                                                                                     | —                                                                                     | —                                                                                     | 22.02.1943 инженерно-технической службы                                               | 22.02.1963 инженерно-технической службы (с 16.06.1965 генерал-полковник инженерно-технической службы; с 02.11.1972 генерал армии) |   |
| Коннэрт Владимир Семенович (1897—1959)                                                | —                                                                                     | 13.12.1935                                                                            | —                                                                                     | 1948 инженер-полковник запаса                                                         | —                                                                                     | — |   |
| Кононов Григорий Лукич (1866—1949)                                                    | 17.02.1936                                                                            | —                                                                                     | —                                                                                     | —                                                                                     | —                                                                                     | — |   |
| Кормилицин Михаил Иванович (1900—1970)                                                | 03.1942                                                                               | —                                                                                     | —                                                                                     | —                                                                                     | 19.01.1943 технических войск                                                          | 20.04.1945 технических войск |   |
| Коробинцын Михаил Дмитриевич (1895—?)                                                 | ?                                                                                     | —                                                                                     | —                                                                                     | ?                                                                                     | —                                                                                     | — |   |
| Королев Дмитрий Васильевич (1898—1942)                                                | 28.11.1940                                                                            | —                                                                                     | —                                                                                     | —                                                                                     | —                                                                                     | — |   |
| Королев Николай Павлович (1886—1957)                                                  | 02.04.1940                                                                            | —                                                                                     | —                                                                                     | 14.02.1943 полковник                                                                  | 02.11.1944 инженерно-технической службы                                               | — |   |
| Корельский Дмитрий Михайлович (1891—1951)                                             | 04.04.1937                                                                            | —                                                                                     | —                                                                                     | 07.04.1943                                                                            | —                                                                                     | — |   |
| Котляр Леонтий Захарович (1901—1953)                                                  | 29.11.1939                                                                            | —                                                                                     | —                                                                                     | —                                                                                     | 04.06.1940 инженерных войск                                                           | 19.03.1943 инженерных войск (с 19.03.1944 генерал-полковник инженерных войск)                                                     |   |
| Крейчман Владимир Александрович (1883—1960)                                           | 05.02.1936                                                                            | 02.04.1940                                                                            | —                                                                                     | —                                                                                     | 31.03.1943 инженерно-технической службы                                               | — |   |
| Крестьянинов Василий Васильевич (1897—1981)                                           | 10.101.1940                                                                           | —                                                                                     | —                                                                                     | —                                                                                     | 03.02.1943 инженерно-авиационной службы                                               | — |   |
| Кронов Борис Климентьевич (1892—1965)                                                 | 28.03.1939                                                                            | —                                                                                     | —                                                                                     | 18.02.1943                                                                            | —                                                                                     | — |   |
| Кудрявцев Марк Карпович (1901—1984)                                                   | 25.04.1940                                                                            | —                                                                                     | —                                                                                     | —                                                                                     | 21.05.1942 технических войск                                                          | 01.09.1943 технических |   |
| Кузнецов Василий Петрович (1898— 1954)                                                | 22.02.1938                                                                            | —                                                                                     | —                                                                                     | —                                                                                     | 10.11.1942 инженерно-авиационной службы                                               | 19.08.1944 инженерно-авиационной службы                                                                                           |   |
| Кузнецов Михаил Александрович (1896—?)                                                | ?                                                                                     | —                                                                                     | —                                                                                     | ?                                                                                     | —                                                                                     | — |   |
| Кулебакин Виктор Сергеевич (1891—1970)                                                | 02.08.1939                                                                            | —                                                                                     | —                                                                                     | —                                                                                     | 17.10.1942 инженерно-авиационной службы                                               | — |   |
| Куликов Михаил Иванович (1895—?)                                                      | 02.04.1940                                                                            | —                                                                                     | —                                                                                     | ?                                                                                     | —                                                                                     | — |   |
| Курин Леонид Сергеевич (1898—1981)                                                    | 05.03.1940                                                                            | —                                                                                     | —                                                                                     | ?                                                                                     | —                                                                                     | — |   |
| Курицкес Яков Моисеевич (1893—1964)                                                   | 05.03.1940                                                                            | —                                                                                     | —                                                                                     | —                                                                                     | 03.02.1943 инженерно-авиационной службы                                               | — |   |
| Кусакин Иван Павлович (1893—1948)                                                     | 17.02.1938                                                                            | —                                                                                     | —                                                                                     | —                                                                                     | 28.04.1943 инженерно-технической службы                                               | — |   |
| Лавров Николай Александрович (1889—?)                                                 | 27.01.1941                                                                            | —                                                                                     | —                                                                                     | ?                                                                                     | —                                                                                     | — |   |
| Ладон Иоанникий Феодосьевич (1882—1968)                                               | 02.04.1940                                                                            | —                                                                                     | —                                                                                     | —                                                                                     | 31.03.1943 инженерно-технической службы                                               | — |   |
| Лапин Алексей Алексеевич (1900—1966)                                                  | 28.04.1940                                                                            | —                                                                                     | —                                                                                     | —                                                                                     | 17.10.1942 инженерно-авиационной службы                                               | 30.04.1943 инженерно-авиационной службы                                                                                           |   |
| Ласточкин Анатолий Федорович (1898—1960)                                              | 26.11.1935                                                                            | —                                                                                     | —                                                                                     | —                                                                                     | —                                                                                     | — |   |
| Лебедев Александр Захарович (1899—1938)                                               | 27.08.1937                                                                            | —                                                                                     | —                                                                                     | —                                                                                     | —                                                                                     | — |   |
| Лебедев Иван Андрианович (1899—1982)                                                  | 26.11.1935 (20.02.1939)                                                               | —                                                                                     | —                                                                                     | —                                                                                     | 04.06.1940 технических войск                                                          | 07.06.1943 инженерно-танковой службы (с 18.02.1958 генерал-полковник инженерно-технической службы)                                |   |
| Лебедев Петр Иванович (1889—1953)                                                     | 22.01.1938                                                                            | —                                                                                     | —                                                                                     | —                                                                                     | 16.10.1943 инженерных войск                                                           | — |   |
| Левин Михаил Аронович (1903—1975)                                                     | 22.02.1938                                                                            | —                                                                                     | —                                                                                     | —                                                                                     | 17.10.1942 инженерно-авиационной службы                                               | 01.03.1946 инженерно-авиационной службы                                                                                           |   |
| Лейкин Генрих Александрович (1886—1953)                                               | 26.04.1940                                                                            | —                                                                                     | —                                                                                     | —                                                                                     | 31.03.1943 инженерно-технической службы                                               | — |   |
| Лешуков Григорий Петрович (1900—1989)                                                 | ?                                                                                     | —                                                                                     | —                                                                                     | —                                                                                     | 17.03.1943 инженерно-авиационной службы                                               | — |   |
| Лукницкий Николай Николаевич (1876—1951)                                              | 21.04.1940                                                                            | —                                                                                     | —                                                                                     | —                                                                                     | 13.12.1943 инженер-генерал-майор                                                      | — |   |
| Луценко Николай Николаевич (1890—1964)                                                | 26.04.1940                                                                            | —                                                                                     | —                                                                                     | —                                                                                     | 31.03.1943 инженерно-технической службы                                               | — |   |
| Максименко Алексей Николаевич (1897—1972)                                             | 04.11.1939                                                                            | —                                                                                     | —                                                                                     | —                                                                                     | 10.11.1942 технических войск                                                          | — |   |
| Максимов Николай Александрович (1896—1937)                                            | 20.11.1935                                                                            | —                                                                                     | —                                                                                     | —                                                                                     | —                                                                                     | — |   |
| Малыгин Иван Иванович (1901—1950)                                                     | 03.11.1939                                                                            | —                                                                                     | —                                                                                     | —                                                                                     | 13.12.1942 инженер-генерал-майор                                                      | — |   |
| Мамиконянц Гроздан Мушегович (1870—1976)                                              | 04.04.1937                                                                            | —                                                                                     | —                                                                                     | 11.12.1943                                                                            | —                                                                                     | — |   |
| Мартьянов Николай Александрович (1883—?)                                              | 19.02.1938                                                                            | —                                                                                     | —                                                                                     | ?                                                                                     | —                                                                                     | — |   |
| Мартягин Александр Александрович (1888—1944)                                          | 17.02.1936                                                                            | —                                                                                     | —                                                                                     | —                                                                                     | —                                                                                     | — |   |
| Матов Борис Николаевич (1880—1942)                                                    | 17.03.1936                                                                            | —                                                                                     | —                                                                                     | —                                                                                     | —                                                                                     | — |   |
| Мезинов Антон Иванович (1905—1976)                                                    | 20.09.1940                                                                            | —                                                                                     | —                                                                                     | —                                                                                     | 03.06.1942 инженерно-авиационной службы                                               | 19.08.1944 инженерно-авиационной службы                                                                                           |   |
| Мечников Валериан Валерианович (1879—1944)                                            | —                                                                                     | 13.02.1936                                                                            | —                                                                                     | —                                                                                     | —                                                                                     | — |   |
| Миклашевский Павел Михайлович (1874—1938)                                             | 17.02.1936                                                                            | —                                                                                     | —                                                                                     | —                                                                                     | —                                                                                     | — |   |
| Милейковский Илья Маркович (1897—1976)                                                | 28.01.1936                                                                            | —                                                                                     | —                                                                                     | —                                                                                     | —                                                                                     | — |   |
| Миловидов Сергей Сергеевич (1901—1996)                                                | 12.02.1938                                                                            | —                                                                                     | —                                                                                     | —                                                                                     | 07.02.1943 инженерно-танковой службы                                                  | — |   |
| Михайлов Сергей Константинович (1896—?)                                               | 30.11.1940 (из инженер-флагмана 3 ранга)                                              | —                                                                                     | —                                                                                     | ?                                                                                     | —                                                                                     | — |   |
| Михалькевич Иван Игнатьевич (1895—1989)                                               | 24.10.1937                                                                            | —                                                                                     | —                                                                                     | —                                                                                     | 27.01.1943 инженерно-танковой службы                                                  | — |   |
| Могилевкин Василий Никитович (1896—1994)                                              | 23.11.1935                                                                            | —                                                                                     | —                                                                                     | —                                                                                     | —                                                                                     | — |   |
| Молчанов Павел Александрович (1893—1941)                                              | ?                                                                                     | —                                                                                     | —                                                                                     | —                                                                                     | —                                                                                     | — |   |
| Невский Георгий Георгиевич (1891—1961)                                                | —                                                                                     | 26.11.1935                                                                            | —                                                                                     | —                                                                                     | 04.06.1940 инженерных войск                                                           | 20.12.1943 инженерных войск |   |
| Никуличев Антон Александрович (1886—1965)                                             | 17.02.1938                                                                            | —                                                                                     | —                                                                                     | 1942 полковник                                                                        | —                                                                                     | — |   |
| Новиков Иван Федорович (?—1943)                                                       | ?                                                                                     | —                                                                                     | —                                                                                     | —                                                                                     | —                                                                                     | — |   |
| Новиков Леонид Васильевич (1886—1971)                                                 | 04.12.1935                                                                            | —                                                                                     | —                                                                                     | —                                                                                     | 31.03.1943 инженерно-технической службы                                               | — |   |
| Носков Виктор Николаевич (1886—1939)                                                  | 17.02.1936                                                                            | —                                                                                     | —                                                                                     | —                                                                                     | —                                                                                     | — |   |
| Обыден Михаил Васильевич (1896—1966)                                                  | ?                                                                                     | —                                                                                     | —                                                                                     | полковник                                                                             | 20.12.1943 технических войск                                                          | — |   |
| Оглоблин Александр Петрович (1895—1959)                                               | 13.12.1935                                                                            | —                                                                                     | —                                                                                     | —                                                                                     | 03.02.1943 инженерно-авиационной службы                                               | 26.10.1944 инженерно-авиационной службы                                                                                           |   |
| Окатов Александр Петрович (1889—1953)                                                 | 26.04.1940                                                                            | —                                                                                     | —                                                                                     | —                                                                                     | 31.03.1943 инженерно-технической службы                                               | — |   |
| Оника Дмитрий Георгиевич (1910—1968)                                                  | 1941                                                                                  | —                                                                                     | —                                                                                     | Инженер-подполковник?                                                                 | —                                                                                     | — |   |
| Опацкий Николай Васильевич (1888—1947)                                                | 02.04.1940 (26.04.1940)                                                               | —                                                                                     | —                                                                                     | —                                                                                     | 17.01.1944 технических войск                                                          | — |   |
| Оппоков Глеб Викторович (1892—1966)                                                   | 26.04.1940                                                                            | —                                                                                     | —                                                                                     | —                                                                                     | 07.02.1943 инженерно-артиллерийской службы                                            | — |   |
| Осипенко Иван Прокофьевич (1900—1962)                                                 | 1941                                                                                  | —                                                                                     | —                                                                                     | —                                                                                     | 03.02.1943 инженерно-авиационной службы                                               | — |   |
| Осипенко Петр Иосифович (1897—1964)                                                   | 20.09.1940                                                                            | —                                                                                     | —                                                                                     | ?                                                                                     | 30.04.1943 инженерно-авиационной слжбы                                                | — |   |
| Павлов Владимир Сергеевич (1892—1950)                                                 | 11.09.1940                                                                            | —                                                                                     | —                                                                                     | ?                                                                                     | —                                                                                     | — |   |
| Павлов Евдоким Иванович (1894—?)                                                      | 20.02.1938                                                                            | —                                                                                     | —                                                                                     | —                                                                                     | —                                                                                     | — |   |
| Павлов Иван Сергеевич (1899—1938)                                                     | 20.11.1935                                                                            | —                                                                                     | —                                                                                     | —                                                                                     | —                                                                                     | — |   |
| Павловский Григорий Васильевич (1901—1959)                                            | 20.02.1942                                                                            | —                                                                                     | —                                                                                     | —                                                                                     | 21.07.1942 инженерно-танковой службы                                                  | — |   |
| Палеев Борис Соломонович (1898—1983)                                                  | ?                                                                                     | —                                                                                     | —                                                                                     | Полковник интендантской службы?                                                       | 11.05.1944 интендантской службы                                                       | — |   |
| Пангксен Александр Иванович (1898—1957)                                               | 16.08.1938                                                                            | —                                                                                     | —                                                                                     | Полковник?                                                                            | —                                                                                     | — |   |
| Панфилов Михаил Федорович (1895—1959)                                                 | 20.02.1940                                                                            | —                                                                                     | —                                                                                     | 22.02.1943                                                                            | 23.10.1943 технических войск                                                          | — |   |
| Петриковский Сергей Иванович (1894—1964)                                              | 19.02.1938 (из бригадного комиссара)                                                  | —                                                                                     | —                                                                                     | —                                                                                     | 07.02.1943 инженерно-авиационной службы                                               | — |   |
| Петров Иван Федорович (1897—1994)                                                     | 08.03.1938                                                                            | —                                                                                     | —                                                                                     | —                                                                                     | 04.06.1940 авиации                                                                    | 22.10.1941 авиации |   |
| Петров Орест Дмитриевич (1889—1937)                                                   | 26.11.1935                                                                            | —                                                                                     | —                                                                                     | —                                                                                     | —                                                                                     | — |   |
| Петров Петр Андреевич (1900—1973)                                                     | 29.11.1935                                                                            | —                                                                                     | —                                                                                     | —                                                                                     | 31.03.1943 инженерно-технической службы                                               | — |   |
| Печеникин Федор Федорович (1900—1981)                                                 | 04.02.1942                                                                            | —                                                                                     | —                                                                                     | —                                                                                     | 17.11.1942 инженерно-танковой службы                                                  | — |   |
| Пискунов Сергей Аверьянович (1898—1972)                                               | 28.04.1940                                                                            | —                                                                                     | —                                                                                     | ?                                                                                     | 26.10.1944 инженерно-авиационной службы                                               | — |   |
| Платонов Иван Андреевич (1898—1958)                                                   | 1941 (из комбрига)                                                                    | —                                                                                     | —                                                                                     | 1942                                                                                  | 11.05.1949 инженерно-авационной службы                                                | — |   |
| Побережский Иосиф Израилевич (1897—1938)                                              | 22.02.1938                                                                            | —                                                                                     | —                                                                                     | —                                                                                     | —                                                                                     | — |   |
| Покровский Георгий Иосифович (1901—1979)                                              | 16.08.1938                                                                            | —                                                                                     | —                                                                                     | —                                                                                     | 28.04.1943 инженерно-технической службы                                               | — |   |
| Полехин Михаил Петрович (1898—1984)                                                   | 20.09.1940                                                                            | —                                                                                     | —                                                                                     | —                                                                                     | 17.03.1943 инженерно-авационной службы                                                | — |   |
| Полищук Константин Ефимович (1897—1991)                                               | —                                                                                     | 20.11.1935                                                                            | —                                                                                     | —                                                                                     | —                                                                                     | — |   |
| Пономарев Александр Николаевич (1903—2002)                                            | 20.09.1940                                                                            | —                                                                                     | —                                                                                     | —                                                                                     | 10.11.1942 инженерно-авиационной службы                                               | 31.05.1954 инженерно-технической службы (с 07.05.1960 генерал-полковник инженерно-технической службы)                             |   |
| Пономарев Михаил Прохорович (?)                                                       | 28.04.1940 (с 29.09.1940 военинженер 1 ранга)                                         | —                                                                                     | —                                                                                     | —                                                                                     | —                                                                                     | — |   |
| Попович Леонид Ксенофонтович (1888—1938)                                              | 17.02.1936                                                                            | —                                                                                     | —                                                                                     | —                                                                                     | —                                                                                     | — |   |
| Постнов Иван Васильевич (1894—1976)                                                   | 16.08.1938                                                                            | —                                                                                     | —                                                                                     | —                                                                                     | 03.02.1943 инженерно-авиационной службы                                               | — |   |
| Потапов Николай Иванович (1899—1973)                                                  | 28.09.1941                                                                            | —                                                                                     | —                                                                                     | 21.04.1942                                                                            | 23.04.1943 инженерно-артиллерийской службы                                            | — |   |
| Потапов Георгий Хрисанфович (1893—1937)                                               | —                                                                                     | 23.11.1935                                                                            | —                                                                                     | —                                                                                     | —                                                                                     | — |   |
| Прачик Иван Андреевич (1903—?)                                                        | 20.02.1940                                                                            | —                                                                                     | —                                                                                     | ?                                                                                     | —                                                                                     | — |   |
| Привалов Иван Иванович (1891—1941)                                                    | 16.08.1938                                                                            | —                                                                                     | —                                                                                     | —                                                                                     | —                                                                                     | — |   |
| Применко Александр Емельянович (1899—1955)                                            | 20.09.1940                                                                            | —                                                                                     | —                                                                                     | ?                                                                                     | —                                                                                     | — |   |
| Протасов Николай Васильевич (1900—1994)                                               | 17.09.1939                                                                            | —                                                                                     | —                                                                                     | ?                                                                                     | —                                                                                     | — |   |
| Пышнов Владимир Сергеевич (1901—1984)                                                 | 19.02.1938                                                                            | —                                                                                     | —                                                                                     | —                                                                                     | 03.06.1942 инженерно-авиационной службы                                               | 01.03.1946 инженерно-авиационной службы                                                                                           |   |
| Рабинович Исаак Моисеевич (1886—1977)                                                 | —                                                                                     | 16.08.1938                                                                            | —                                                                                     | —                                                                                     | 28.04.1943 инженерно-технической службы                                               | — |   |
| Рдултовский Владимир Иосифович (1876—1939)                                            | 05.02.1936                                                                            | 24.10.1937                                                                            | —                                                                                     | —                                                                                     | —                                                                                     | — |   |
| Репин Александр Константинович (1903—1976)                                            | —                                                                                     | 14.02.1940                                                                            | —                                                                                     | —                                                                                     | —                                                                                     | 03.06.1942 инженерно-авиационной службы (с 30.04.1943 генерал-полковник инженерно-авиационной службы)                             |   |
| Розанов Дмитрий Ефимович (1892—?)                                                     | 17.02.1936                                                                            | —                                                                                     | —                                                                                     | —                                                                                     | —                                                                                     | — |   |
| Русанов Иван Александрович (1898—1961)                                                | —                                                                                     | 15.06.1937 (из бригадного комиссара)                                                  | —                                                                                     | 22.03.1943                                                                            | ?                                                                                     | — |   |
| Рынин Николай Алексеевич (1887—1942)                                                  | 03.1941                                                                               | —                                                                                     | —                                                                                     | —                                                                                     | —                                                                                     | — |   |
| Саввин Иосиф Андреевич (1902—1952)                                                    | 04.11.1939                                                                            | —                                                                                     | —                                                                                     | —                                                                                     | 21.07.1942 инженерно-танковой службы                                                  | — |   |
| Савицкий Павел Юльевич (1890—?)                                                       | 02.04.1940                                                                            | —                                                                                     | —                                                                                     | ?                                                                                     | —                                                                                     | — |   |
| Сакриер Иван Филимонович (1900—1941)                                                  | 23.11.1935                                                                            | 14.02.1940                                                                            | —                                                                                     | —                                                                                     | —                                                                                     | — |   |
| Санков Александр Дмитриевич (1891—1968)                                               | 02.04.1940                                                                            | —                                                                                     | —                                                                                     | ?                                                                                     | 01.09.1943 интендантской службы                                                       | — |   |
| Саравайский Самуил Абрамович (1900—1937)                                              | 02.12.1935                                                                            | —                                                                                     | —                                                                                     | —                                                                                     | —                                                                                     | — |   |
| Сахаров Андрей Петрович (1892—1944)                                                   | 25.04.1940                                                                            | —                                                                                     | —                                                                                     | —                                                                                     | —                                                                                     | — |   |
| Свиньин Владимир Алексеевич (1877—1940)                                               | 16.12.1936                                                                            | —                                                                                     | —                                                                                     | —                                                                                     | —                                                                                     | — |   |
| Свиридов Василий Дмитриевич (1901—1938)                                               | 04.12.1935                                                                            | —                                                                                     | —                                                                                     | —                                                                                     | —                                                                                     | — |   |
| Селезнев Николай Павлович (1906—1994)                                                 | 12.10.1941                                                                            | —                                                                                     | —                                                                                     | —                                                                                     | 03.06.1942 инженерно-авиационной службы                                               | 28.05.1943 инженерно-авиационной службы                                                                                           |   |
| Семенов Виктор Александрович (1897—1976)                                              | 22.12.1935                                                                            | —                                                                                     | —                                                                                     | —                                                                                     | 03.02.1943 инженерно-авиационной службы                                               | — |   |
| Семихатов Борис Николаевич (1889—?)                                                   | 16.08.1938                                                                            | —                                                                                     | —                                                                                     | ?                                                                                     | —                                                                                     | — |   |
| Сенько Иван Александрович (1896—1966)                                                 | 22.02.1938                                                                            | —                                                                                     | —                                                                                     | ?                                                                                     | —                                                                                     | — |   |
| Сергеев Георгий Сергеевич (1893—1968)                                                 | 02.04.1940                                                                            | —                                                                                     | —                                                                                     | Полковник интендантской службы?                                                       | —                                                                                     | — |   |
| Сергеев Онисифор Александрович (1878—1942)                                            | 17.02.1938                                                                            | —                                                                                     | —                                                                                     | —                                                                                     | —                                                                                     | — |   |
| Сергиенко Аким Михайлович (1897—1965)                                                 | 11.09.1940                                                                            | —                                                                                     | —                                                                                     | —                                                                                     | 17.11.1942 инженерно-артиллерийской службы                                            | — |   |
| Серебряков Михаил Евгеньевич (1891—1974)                                              | 20.02.1938                                                                            | —                                                                                     | —                                                                                     | —                                                                                     | 17.11.1942 инженерно-артиллерийской службы                                            | — |   |
| Сидоров Федор Ефимович (1895—1969)                                                    | 16.08.1938                                                                            | —                                                                                     | —                                                                                     | ?                                                                                     | —                                                                                     | — |   |
| Силичев Иван Гаврилович (1894—1959)                                                   | 25.04.1940                                                                            | —                                                                                     | —                                                                                     | Полковник?                                                                            | 17.01.1944 технических войск                                                          | — |   |
| Синявский Николай Михайлович (1891—1938)                                              | —                                                                                     | —                                                                                     | 19.02.1936                                                                            | —                                                                                     | —                                                                                     | — |   |
| Склизков Степан Осипович (1898—1941)                                                  | 03.02.1940                                                                            | —                                                                                     | —                                                                                     | —                                                                                     | —                                                                                     | — |   |
| Скляренко Сергей Иванович (1897—?)                                                    | 16.08.1938                                                                            | —                                                                                     | —                                                                                     | ?                                                                                     | —                                                                                     | — |   |
| Скрамтаев Борис Григорьевич (1905—1966)                                               | 16.08.1938                                                                            | —                                                                                     | —                                                                                     | ?                                                                                     | —                                                                                     | — |   |
| Скрозников Павел Никитич (1895—1976)                                                  | 02.04.1940                                                                            | —                                                                                     | —                                                                                     | Полковник интендантской службы?                                                       | —                                                                                     | — |   |
| Смухин Петр Николаевич (1893—?)                                                       | 16.08.1938                                                                            | —                                                                                     | —                                                                                     | ?                                                                                     | —                                                                                     | — |   |
| Снитко Константин Константинович (1895—1967)                                          | 26.04.1940                                                                            | —                                                                                     | —                                                                                     | —                                                                                     | 04.06.1940 артиллерии                                                                 | 08.09.1943 инженерно-артиллерийской службы                                                                                        |   |
| Соков Василий Сергеевич (1892—1957)                                                   | 17.02.1938                                                                            | —                                                                                     | —                                                                                     | —                                                                                     | 27.01.1943 инженерных войск                                                           | — |   |
| Солдатов Алексей Васильевич (1902—1988)                                               | 11.09.1940                                                                            | —                                                                                     | —                                                                                     | —                                                                                     | 03.06.1942 инженерно-авиационной службы                                               | 01.03.1946 инженерно-авиационной службы                                                                                           |   |
| Сосенков Александр Андреевич (1898—1982)                                              | 20.02.1942                                                                            | —                                                                                     | —                                                                                     | —                                                                                     | 21.07.1942 инженерно-танковой службы                                                  | 02.08.1944 инженерно-танковой службы                                                                                              |   |
| Степанов Николай Николаевич (1908—1992)                                               | 21.04.1940                                                                            | —                                                                                     | —                                                                                     | Полковник?                                                                            | Инженерных войск?                                                                     | — |   |
| Степанов Юрий Александрович (1893—1963)                                               | 04.12.1935                                                                            | —                                                                                     | —                                                                                     | —                                                                                     | 17.11.1942 инженерно-танковой службы                                                  | — |   |
| Стожаров Иван Андреевич (1872—1947)                                                   | 13.02.1936                                                                            | 02.04.1940                                                                            | —                                                                                     | —                                                                                     | 31.03.1943 инженерно-технической службы                                               | — |   |
| Сухоруков Сергей Иванович (1897—1945)                                                 | 17.02.1939                                                                            | —                                                                                     | —                                                                                     | —                                                                                     | —                                                                                     | — |   |
| Талакин Александр Михайлович (1898—1958)                                              | 26.04.1940                                                                            | —                                                                                     | —                                                                                     | —                                                                                     | 17.11.1942 инженерно-артиллерийской службы                                            | — |   |
| Тихомандрицкий Григорий Иванович (1892—1983)                                          | 27.01.1941                                                                            | —                                                                                     | —                                                                                     | —                                                                                     | 28.04.1943 инженерно-артиллерийской службы                                            | — |   |
| Тихонович Вячеслав Степанович (1884—1956)                                             | 01.02.1936                                                                            | —                                                                                     | —                                                                                     | —                                                                                     | 07.02.1943 инженерно-артиллерийской службы                                            | — |   |
| Троян Иван Семенович (1896—1977)                                                      | 25.04.1940                                                                            | 11.02.1941                                                                            | —                                                                                     | —                                                                                     | —                                                                                     | 17.10.1942 инженерно-авиационной службы                                                                                           | — |
| Туклин Тимофей Александрович (1901—1973)                                              | 17.02.1938                                                                            | —                                                                                     | —                                                                                     | —                                                                                     | 20.12.1942 технических войск                                                          | — |   |
| Тягунов Иван Петрович (1898—1967)                                                     | 17.02.1938                                                                            | —                                                                                     | —                                                                                     | —                                                                                     | 03.05.1942 технических войск                                                          | 17.01.1944 технических войск |   |
| Унгерман Николай Иванович (1882—1958)                                                 | 17.02.1938                                                                            | 03.12.1939                                                                            | —                                                                                     | —                                                                                     | 04.06.1940 инженерных войск                                                           | 25.09.1944 инженерных войск |   |
| Упорников Николай Алексеевич (1888—1942)                                              | 05.02.1936                                                                            | —                                                                                     | —                                                                                     | —                                                                                     | —                                                                                     | — |   |
| Урмаев Николай Андреевич (1895—1959)                                                  | 16.08.1938                                                                            | —                                                                                     | —                                                                                     | —                                                                                     | 27.01.1943 технических войск                                                          | — |   |
| Усатый Семен Николаевич (1875—1944)                                                   | 30.11.1940 (из инженера-флагмана 3 ранга)                                             | —                                                                                     | —                                                                                     | —                                                                                     | —                                                                                     | — |   |
| Файвуш Яков Аронович (1895—1938)                                                      | 13.12.1935                                                                            | —                                                                                     | —                                                                                     | —                                                                                     | —                                                                                     | — |   |
| Фальковский Николай Иванович (1895—1952)                                              | 16.08.1938                                                                            | —                                                                                     | —                                                                                     | ?                                                                                     | —                                                                                     | — |   |
| Фармаковский Вадим Павлович (1888—1952)                                               | 02.04.1940                                                                            | —                                                                                     | —                                                                                     | ?                                                                                     | —                                                                                     | — |   |
| Федоров Всеволод Тихонович (1902—1989)                                                | 08.09.1941                                                                            | —                                                                                     | —                                                                                     | —                                                                                     | 10.11.1942 технических войск                                                          | — |   |
| Федоров Евгений Константинович (1910—1981)                                            | 21.07.1941                                                                            | —                                                                                     | —                                                                                     | —                                                                                     | 22.02.1938 инженерно-технической службы                                               | 02.11.1944 инженерно-технической службы                                                                                           |   |
| Федоров Иван Алексеевич (1896—1938)                                                   | 29.11.1935                                                                            | —                                                                                     | —                                                                                     | —                                                                                     | —                                                                                     | — |   |
| Федоров Иван Михайлович (1894—1981)                                                   | 02.04.1940                                                                            | —                                                                                     | —                                                                                     | —                                                                                     | 17.11.1942 интендантской службы                                                       | — |   |
| Федоров Петр Иванович (1898—1945)                                                     | 29.11.1939                                                                            | —                                                                                     | —                                                                                     | —                                                                                     | 03.06.1942 инженерно-авиационной службы                                               | — |   |
| Филимонов Семен Степанович (1888—1955)                                                | 26.04.1940                                                                            | —                                                                                     | —                                                                                     | —                                                                                     | 07.06.1943 инженерно-танковой службы                                                  | — |   |
| Филин Александр Иванович (1903—1942)                                                  | 08.03.1938                                                                            | 29.11.1939                                                                            | —                                                                                     | —                                                                                     | 04.06.1940 авиации                                                                    | — |   |
| Филичкин Виктор Михайлович (1900—1952)                                                | 29.11.1939                                                                            | —                                                                                     | —                                                                                     | —                                                                                     | 04.06.1940 технических войск                                                          | 20.12.1943 технических войск |   |
| Филоненко-Бородич Михаил Митрофанович (1885—1962)                                     | 16.08.1938                                                                            | —                                                                                     | —                                                                                     | —                                                                                     | 28.04.1943 инженерно-технической службы                                               | — |   |
| Фишман Яков Моисеевич (1887—1961)                                                     | —                                                                                     | —                                                                                     | 20.11.1935                                                                            | —                                                                                     | 08.1955 технических войск в отставке                                                  | — |   |
| Френкель Нафталий Аронович (1883—1960)                                                | —                                                                                     | 13.09.1937                                                                            | 28.03.1939                                                                            | —                                                                                     | 22.02.1943 инженерно-технической службы                                               | 29.10.1943 инженерно-технической службы                                                                                           |   |
| Хандриков Владимир Петрович (1896—1937)                                               | 02.12.1935                                                                            | —                                                                                     | —                                                                                     | —                                                                                     | —                                                                                     | — |   |
| Харитонов Иван Владимирович (1896—1942)                                               | 30.11.1940 (из инженера-флагмана 3 ранга)                                             | —                                                                                     | —                                                                                     | Инженер-капитан 1 ранга?                                                              | —                                                                                     | — |   |
| Харламов Николай Михайлович (1892—1938)                                               | 15.12.1936                                                                            | —                                                                                     | —                                                                                     | —                                                                                     | —                                                                                     | — |   |
| Хейль Иоханнсен Гансович (1895—1991)                                                  | 04.12.1935                                                                            | —                                                                                     | —                                                                                     | —                                                                                     | —                                                                                     | — |   |
| Хлыстов Федор Лаврович (1880—?)                                                       | ?                                                                                     | —                                                                                     | —                                                                                     | —                                                                                     | —                                                                                     | — |   |
| Хмельков Сергей Александрович (1879—1945)                                             | —                                                                                     | 17.02.1936                                                                            | —                                                                                     | —                                                                                     | 27.01.1943 инженерных войск                                                           | 02.11.1944 инженерных войск |   |
| Хоменко Николай Николаевич (1897—1946)                                                | 16.08.1938                                                                            | —                                                                                     | —                                                                                     | —                                                                                     | —                                                                                     | — |   |
| Хрисанофов Георгий Александрович (1895—1973)                                          | 21.11.1940                                                                            | —                                                                                     | —                                                                                     | ?                                                                                     | —                                                                                     | — |   |
| Цалькович Исай Маркович (1901—1977)                                                   | 26.11.1935                                                                            | —                                                                                     | —                                                                                     | ?                                                                                     | —                                                                                     | — |   |
| Черепов Тимофей Георгиевич (1890—1969)                                                | 17.02.1939                                                                            | —                                                                                     | —                                                                                     | —                                                                                     | 17.10.1942 инженерно-авиационной службы                                               | — |   |
| Чечулин Петр Петрович (1896—1971)                                                     | 06.03.1941                                                                            | —                                                                                     | —                                                                                     | —                                                                                     | 01.10.1942 инженерно-артиллерийской службы                                            | 28.09.1943 инженерно-артиллерийской службы (с 18.11.1944 генерал-полковник инженерно-технической службы)                          |   |
| Чистяков Георгий Петрович (1891—1961)                                                 | 17.03.1936                                                                            | —                                                                                     | —                                                                                     | —                                                                                     | 10.11.1942 инженерных войск                                                           | — |   |
| Шапиро Самуил Григорьевич (1897—1981)                                                 | 28.11.1935                                                                            | —                                                                                     | —                                                                                     | —                                                                                     | 27.01.1943 технических войск                                                          | — |   |
| Шапошников Николай Александрович (1888—1954)                                          | 30.11.1940 (из инженер-флагмана 3 ранга)                                              | —                                                                                     | —                                                                                     | —                                                                                     | —                                                                                     | — |   |
| Шарин Евгений Елпидифорович (1893—1943)                                               | 26.04.1940                                                                            | —                                                                                     | —                                                                                     | —                                                                                     | —                                                                                     | — |   |
| Шаховский Павел Николаевич (1882—1967)                                                | 02.04.1940                                                                            | —                                                                                     | —                                                                                     | ?                                                                                     | —                                                                                     | — |   |
| Шенкман Аркадий Борисович (1899—1955)                                                 | 20.01.1937                                                                            | —                                                                                     | —                                                                                     | —                                                                                     | —                                                                                     | — |   |
| Шишкин Михаил Михайлович (1901—1991)                                                  | 10.10.1940                                                                            | —                                                                                     | —                                                                                     | —                                                                                     | 17.10.1942 инженерно-авиационной службы                                               | — |   |
| Шперк Венедикт Фридрихович (1895—1978)                                                | 26.04.1940                                                                            | —                                                                                     | —                                                                                     | Полковник?                                                                            | —                                                                                     | — |   |
| Шулейкин Михаил Васильевич (1884—1939)                                                | 28.01.1936                                                                            | —                                                                                     | —                                                                                     | —                                                                                     | —                                                                                     | — |   |
| Шульговский Федор Нестерович (1893—1968)                                              | 29.04.1939                                                                            | —                                                                                     | —                                                                                     | —                                                                                     | 03.06.1942 инженерно-авиационной службы                                               | 28.05.1943 инженерно-авиационной службы                                                                                           |   |
| Щирец Семен Иванович (1893—1959)                                                      | 02.04.1940                                                                            | —                                                                                     | —                                                                                     | Полковник интендантской службы?                                                       | —                                                                                     | — |   |
| Щербаков Степан Осипович (1898—1970)                                                  | 28.04.1940                                                                            | —                                                                                     | —                                                                                     | —                                                                                     | 10.11.1942 инженерно-авиационной службы                                               | — |   |
| Эльсниц Александр Германович (1894—1965)                                              | 26.04.1940                                                                            | —                                                                                     | —                                                                                     | —                                                                                     | 31.03.1943 инженерно-технической службы                                               | — |   |
| Юрьев Борис Николаевич (1889—1957)                                                    | 02.08.1939                                                                            | —                                                                                     | —                                                                                     | —                                                                                     | 17.10.1942 инженерно-авиационной службы                                               | 26.10.1944 инженерно-авиационной службы                                                                                           |   |
| Яковлев Александр Сергеевич (1906—1989)                                               | 05.03.1940                                                                            | —                                                                                     | —                                                                                     | —                                                                                     | 10.11.1942 инженерно-авиационной службы                                               | 27.12.1943 инженерно-авиационной службы (с 09.07.1946 генерал-полковник инженерно-авиационной службы)                             |   |
| Яковлев Виктор Васильевич (1871—1945)                                                 | —                                                                                     | 17.02.1938                                                                            | —                                                                                     | —                                                                                     | 27.01.1943 инженерных войск                                                           | 02.11.1944 инженерных войск |   |
| Яковлев Евгений Андреевич (1884—1951)                                                 | 17.02.1936                                                                            | —                                                                                     | —                                                                                     | —                                                                                     | 27.01.1943 инженерных войск                                                           | — |   |
| Яковлев Николай Ефремович (1899—1964)                                                 | ?                                                                                     | —                                                                                     | —                                                                                     | ?                                                                                     | —                                                                                     | — |   |

## История
- Персональные воинские звания военнослужащих сухопутных, воздушных и морских сил Рабоче-крестьянской Красной армии введены Постановлениями ЦИК СССР № 19 и СНК СССР № 2135 от 22 сентября 1935 года «О введении персональных военных званий начальствующего состава РККА и об утверждении Положения о прохождении службы командным и начальствующим составом РККА».
- Генеральские и адмиральские звания были введены 7 мая 1940 года Указами Президиума Верховного Совета СССР «Об установлении воинских званий высшего командного состава Красной Армии» и «Об установлении воинских званий высшего командного состава Военно-Морского Флота». Так появились воинские звания генералов родов войск и спецвойск (артиллерии, танковых войск, инженерных войск, войск связи и технических войск).
- Постановлением ГКО СССР от 22 января 1942 г. № 1180сс «Вопросы военно-воздушных сил Красной Армии» для инженерно-технического состава ВВС введены звания инженерно-авиационной службы.
- Постановлением ГКО СССР от 03 марта 1942 г. № 1381 «О введении персональных воинских званий инженерно-техническому составу артиллерии Красной Армии» для инженерно-технического состава артиллерии введены звания инженерно-артиллерийской службы.
- Постановлением ГКО СССР от 07 марта 1942 г. № 1408 «О введении персональных воинских званий инженерно-техническому составу автобронетанковых войск Красной Армии» для инженерно-технического состава автобронетанковых войск введены звания инженерно-танковой службы.
- Указами Президиума Верховного Совета СССР 06.01.1943 «О введении новых знаков различия для личного состава Красной Армии» и от 15.02.1943 «О введении новых знаков различия для личного состава ВМФ» были введены погоны.
- В первой половине 1950-х годов воинские званий генералов инженерно-авиационной службы, инженерно-артиллерийской службы и инженерно-танковой службы унифицированы званием генерала инженерно-технической службы.
- Указом Президиума Верховного Совета СССР от 18.11.1971 г. № 2319-VIII «О воинских званиях офицерского состава Вооруженных Сил СССР» из воинских званий генералов инженерно-технической службы исключалось наименование службы (техническая), которое заменялось словом «инженер». Таким образом, появились звания генерал-майор-инженер, генерал-лейтенант-инженер и генерал-полковник-инженер.
- Указом Президиума Верховного Совета СССР от 26.04.1984 из воинских званий генералов родов войск и спецвойск (артиллерии, танковых войск, инженерных войск, войск связи и технических войск) исключалось наименование рода войск и спецвойск — таким образом генеральские звания унифицировались с общеармейскими (генерал-майор, генерал-лейтенант и генерал-полковник), за исключением инженерно-технического состава ВВС, который получил приставку авиации, т.е. генерал-майор авиации, генерал-лейтенант авиации, генерал-полковник авиации.